# Guy Holmes (cầu thủ bóng đá)
Guy Gorham Holmes (1 tháng 12 năm 1905 – 22 tháng 11 năm 1967) là một cầu thủ bóng đá người Anh đại diện Vương quốc Anh tại Thế vận hội Mùa hè 1936. Holmes thi đấu bóng đá nghiệp dư cho Ilford.